# Birre Beer
Birre Beer is een Nederlandse stripreeks die getekend werd door Ton Beek en oorspronkelijk geschreven door Phiny Dick. Later namen Andries Brandt en Eiso Toonder de scenario's over.

## Inhoud
Deze stripreeks gaat over een klein beertje dat allerlei avonturen beleeft. Birre Beer is namelijk naïef waardoor hij de verkeerde raadgevers gelooft ondanks de bezwaren van zijn huisgenoot Socratov. Vervolgens krijgt hij tijdens die avonturen van alles (ten onrechte) de schuld waarna de veldwachter op zoek gaat naar Birre. Ook verschijnt er weleens een koopman genaamd Plots waarbij Birre een voorwerp kiest dat hem nog meer problemen geeft. Socratov neemt nooit vrijwillig deel aan Birre's avonturen, maar helpt Birre vaak uit de nesten.

## Personages
Hieronder volgen een aantal van de belangrijkste personages
- Birre Beer, een naïeve beer en het titelpersonage. Birre is vooral geïnteresseerd in alles wat met eten te maken heeft.
- Socratov, een muis die graag in zijn huis in een bos blijft en een vriend van Birre Beer.
- Mirre, een mensenmeisje en een vriendin van Birre. Zij brengt ook vaak eten mee voor Birre en Socratov.
- De boswachter, de vader van Mirre.
- De veldwachter, een vriend van Mirre's vader (de boswachter). Hij zit geregeld achter Birre aan.
- Plots de gebeurman, een reizende koopman die een grote hoeveelheid wonderlijke spullen beschikbaar heeft.
- Zwier de Zwerver, een hond die een zwerversbestaan leidt. Hij reist altijd (letterlijk) met de wind mee, welke kant die ook op waait.

## Publicatiegeschiedenis
Birre Beer is gepubliceerd in Algemeen Handelsblad van 27 december 1954 tot en met 28 maart 1959. De reeks werd gemaakt door Toonder Studio's en getekend door Ton Beek. De eerste scenario's werden geschreven door Phiny Dick, maar later namen Andries Brandt en Eiso Toonder die over.
In de jaren 60 en 70 zijn heruitgaven verschenen in Trouw en 't Kapoentje. Alle verhalen behalve De koperen kater werden heruitgegeven in Trouw tussen 1967 en 1971.

## Verhalen

### Alle verhalen
De reeks kent in het begin geen duidelijke indeling in verhalen. Hieronder volgt een lijst van verhalen.
1. Birre Beer ontmoet Socratov (afl. 1-21)
2. Birre Beer op de vlucht (afl. 22-64)
3. Birre Beer en Akkebakke (afl. 65-90)
4. Birre Beer en Plots de gebeurman (afl. 91-127)
5. Birre Beer en Wobbe de circusolifant (afl. 128-182)
6. Birre Beer en de ongenode gast (afl. 183-205)
7. Birre Beer en Lepert Vos (afl. 206-237)
8. Birre Beer trekt naar het Zuiden (afl. 238-313)
9. Birre Beer en Woefje, of een huisbeest voor Mirre (afl. 314-352)
10. Birre Beer en de Muizenvanger van Zamelen (afl. 353-402)
11. Birre Beer en Meester Kalkoen (afl. 403-417)
12. Birre Beer als geldteller (afl. 418-454)
13. Birre Beer en het vliegend tapijt (afl. 455-478)
14. Birre Beer en de toverparaplu (afl. 479-491)
15. Birre Beer en kolonel Kolderkwast (afl. 492-515)
16. Birre Beer en de schaapsherder (afl. 516-528)
17. Birre Beer als brandblusser (afl. 529-544)
18. Birre Beer en de wedstrijd (afl. 545-583)
19. Birre Beer en de grote grabbelaar (afl. 584-613)
20. Birre Beer en de pionier (afl. 614-656)
21. Birre Beer en de kwaad-aanwijzer (afl. 657-686)
22. Birre Beer en het rubbabbel (afl. 687-709)
23. Birre Beer en de amberballetjes (afl. 710-742)
24. Birre Beer en de gierige Zacharias (afl. 743-777)
25. Birre Beer en de zeerover (afl. 778-826)
26. Birre Beer en de boeroeper (afl. 1-50)
27. Birre Beer en de koperen kater (afl. 1-57)
28. Birre Beer en de zuurburenaren (afl. 1-79)
29. Birre Beer en de doedurver (afl. 1-58)
30. Birre Beer ontmoet Riks, Rap en Robber (afl. 1-39)
31. Birre Beer en het Gruizelkruid (afl. 1-46)
32. Birre Beer en de nijvere neven (afl. 1-42)
33. Birre Beer en de schelderik (afl. 1-35)
34. Birre Beer en de kibbelkei (afl. 1-38)
35. Birre Beer wordt held (afl. 1-25)

### Album
Enkel het verhaal Birre Beer en de nijvere neven verscheen in albumvorm bij uitgeverij Andries Blitz. Het album bevat ook twee stripverhalen uit de reeksen Olle Kapoen en Holle Pinkel.